# Dom staromiejski przy ul. Stanisława Webera 2 w Bytomiu
Dom staromiejski przy ul. Stanisława Webera 2 w Bytomiu – murowany dom z XVIII wieku w Bytomiu, wpisany do rejestru zabytków nieruchomych województwa śląskiego; najstarszy zachowany budynek mieszkalny w Bytomiu.

## Historia

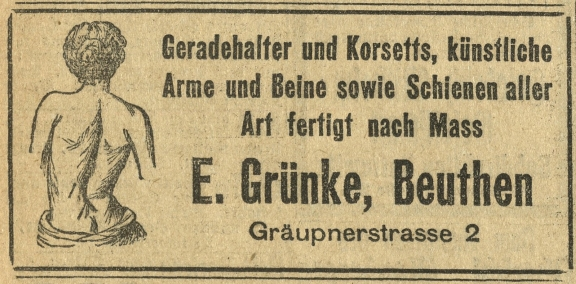
Ogłoszenie ortopedy mechanika i bandażysty E. Grünkego o usługach dotyczących sprzętu ortopedycznego przy Gräupnerstrasse 2 w Bytomiu z gazety „Der Oberschlesische Wanderer” (1913)

Budynek został wzniesiony w XVIII wieku, prawdopodobnie w jego drugiej połowie. Jego wcześniejszy adres to Gräupnerstrasse 2. W 1858 roku założono teczkę do dokumentacji budynku; w tymże roku właścicielem domu był Heintze, następnie Schaffranek oraz Schaffranek’tzsche Erben. W 1876 roku dokonano zmian budowlanych na podstawie projektu Alberta Klehra. Z obiektem byli związani: kupiec Josef Hahn (około 1876 roku), Artur Hoppe, który był właścicielem sklepu w budynku (około 1889 roku), handlarz mąką Joseph Weiss – właściciel dwóch sklepów w tymże domu (około 1903 roku) oraz wdowa Hedwig Weiss (około 1927 roku).
W latach 1910–1911 Karl von Kozlowski i Josef Kozlik dokonali przebudowy domu poprzez utworzenie pięciu sklepów oraz wybudowanie magazynu mąki w podwórzu.
16 września 1987 został wpisany do rejestru zabytków nieruchomych województwa śląskiego wraz z sześcioma kamienicami położonymi przy ulicy Józefa Jainty jako część bloku zabudowy w rejonie ulic: Józefa Jainty, Browarnianej, Stanisława Webera i ks. Karola Koziołka.
Współcześnie (stan na 2019 rok) w budynku znajdują się: punkt firmy Pryzmat, handlującej materiałami drukarskimi, lokal gastronomiczny z zapiekankami Fajrant

## Architektura
Narożny dom został wzniesiony z cegły, potynkowany, nakryty dachem naczółkowym; składa się z dwóch kondygnacji oraz użytkowego poddasza. Budynek mieszkalny, przy czym parter jest wykorzystywany do celów usługowych, a dobudowana w początku XX wieku część w podwórzu służyła jako magazyn.